# Pierre Bartholomée
Pour les articles homonymes, voir Bartholomée.
 (octobre 2023).
Si vous disposez d'ouvrages ou d'articles de référence ou si vous connaissez des sites web de qualité traitant du thème abordé ici, merci de compléter l'article en donnant les références utiles à sa vérifiabilité et en les liant à la section « Notes et références ».
Pierre Georges Édouard Bartholomée, né le 5 août 1937 à Bruxelles, est un chef d'orchestre, compositeur et pianiste belge.

## Biographie
Pierre Bartholomée a fait ses études au Conservatoire royal de Bruxelles et se fait connaître comme pianiste et compositeur. Il a été ensuite illustrateur sonore, puis producteur à la RTB, avant d'être nommé en 1972 professeur d'analyse musicale au Conservatoire de Bruxelles. De 1977 à 1999, il est le directeur artistique et le chef permanent de l'Orchestre philharmonique de Liège.
En 1962, il fonde l'ensemble Musiques Nouvelles qu'il dirigera jusqu'en 1976.
Pierre Bartholomée a été compositeur en résidence à l'Université catholique de Louvain où il a enseigné. Il est membre correspondant de la classe des Beaux-Arts de l'Académie royale de Belgique. Il a présidé le jury du concours international de direction d'orchestre Antonio Pedrotti et participé aux travaux des jurys du concours Reine Elisabeth, du concours Gaudeamus et du concours de composition du festival de Besançon.
En 2018, il reçoit l'octave « musique contemporaine » décernée par les Octaves de la musique.
Pierre Bartholomée est marié à la harpiste belge Francette Bartholomée.

## Distinctions
- Chevalier de l'ordre de Léopold
- Officier de l'ordre de la Couronne
- Chevalier de l'ordre national du Mérite
- Lauréat de la médaille d'or de la ville de Lille
- Citoyen d'honneur de Liège[2]

Le roi Albert II lui a conféré le titre de chevalier. Sa devise est Amour Beauté Vérité.

## Œuvres (sélection)

### Orchestre
- Harmonique (1970)
- Polithophonie (1987)
- Rumeur (1998)
- Humoresque (1994)
- Première symphonie (trois mouvements) (2009)
- Deuxième symphonie (Andante ostinato) (2017)

### Musique de chambre
- Chanson pour violoncelle (1964)
- Mémoires pour piano (1972)
- Mezza voce pour violon, clarinette, piano et percussion (1980)
- Fin de série 15 Duos pour deux violons (1995)
- All Days are Nights, pour soprano, flûte, violoncelle et piano. D'après le sonnet XLIII de William Shakespeare.
- 13 Bagatelles (2003), pour piano. Création : Bruxelles, Conservatoire (Pascal Sigrist)
- Petit cortège petite marche pour harpe, alto, violoncelle, contrebasse, d'après Mozart, en mémoire de la mère de Pierre Bartholomée (2007). Créé en mars 2007 au Palais des Académies (Bruxelles) par l'Ensemble Musique Nouvelle.
- Rupture des falaises Pièce pour piano, flûte, clarinette, trompette, violon, alto, violoncelle, harpe et marimba (2007) créée en 2008 à l'occasion du 20e anniversaire de l'Ensemble 88.

### Vocale
- Le rêve de Diotime, Scène dramatique (1999). Texte d'après Henry Bauchau. Création : Bruxelles, Théâtre de La Monnaie (Valentina Valente – Orchestre de chambre de la Monnaie – Georges-Élie Octors).
- Ludus Sapientiae, Oratorio (2001). Texte de François Jongen à l'occasion du 575e anniversaire de l'université catholique de Louvain.
- Requiem, Oratorio (2006) pour grand chœur mixte et ensemble orchestral. Textes de Henry Bauchau, Jessica Serwili et Charles Karemano. Créé au conservatoire de Bruxelles le 8 novembre 2007 par le Laudantes Consort, dir. Guy Janssens.

### Musique électronique
- Thyl Eulenspiegel Ballet pour ensemble de synthétiseurs (1983)

### Opéra
- Œdipe sur la route (2002) d'après Henry Bauchau, Première au théâtre de la Monnaie 2003
- La Lumière Antigone (2007) d'après Henry Bauchau, Première au théâtre de la Monnaie 2007
- Nous sommes éternels (2018) d'après Pierrette Fleutiaux, Première Opéra-théâtre de Metz

## Discographie

### Compositeur
- Œdipe sur la route - José van Dam, Valentina Valente, Jean-François Monvoisin, Hanna Schaer, Ruby Philogene, Nabil Suliman, Jean-Guy Devienne, Marc Coulon, Elisa Gäbele, Luc De Meulenaere, Nicolas Bauchau, Paul Gérimon, Florence Fischer, Claudio Graisman ; Orchestre Symphonique & Chœurs de la Monnaie, dir. Daniele Callegari (2003, Little Tribeca) (OCLC 929128243)
- Le rêve de Diotime (2006, Cyprès) (OCLC 884007173)
- Oraisons, Zigzag, Wintry day, Deux Études, Face à Face, Livre d'Orgue - Ophélie Gaillard, violoncelle ; Francette Bartholomée, harpe ; Dominica Eyckmans, alto ; Jean-Philippe Merckart, orgue (2011, Aparté AP014) (OCLC 733266722)[3]
- Années 1970–1985 : Harmonique ; Trois Pôles entrelacés ; Fancy as a Ground ; Ricercar - Orchestre symphonique de la Radio de Francfort, dir. Michael Gielen ; Francette Bartholomée, harpe ; Jean-Pierre Peuvion, clarinette basse ; Yves Cortvrint, alto ; Philippe Uyttebrouck, contrebasson ; Alain Lovenberg, cor anglais ; Nico de Marchi et Étienne Maille, cors et al. (3 février 1973, 1-3 novembre 1986, 31 août 2017, Evidence classics EVCD042) (OCLC 1022939513)

### Chef d'orchestre
- Villa-Lobos Choros XII - Orchestre Philharmonic de Liege (1980, Ricercar Records RIC 007)
- Tournemire, Symphonie no 6 - Luc Ponet, orgue ; Daniel Galvez-Vallero, ténor ; Chœur symphonique de Namur ; Chœur Polyphonia de Bruxelles, Orchestre philharmonique de Liège (juillet/septembre 1995, Auvidis-Valois/Naïve) (OCLC 517695848)

## Fonds Pierre Bartholomée
Le fonds Pierre Bartholomée a été créé au sein de la section de la Musique de la Bibliothèque royale de Belgique en août 2022, à la suite du don par le compositeur d’un ensemble de manuscrits et de sa correspondance avec le poète belge Henry Bauchau pour l’opéra Œdipe sur la route.